# Jerry Hairston, Jr.
Jerry Wayne Hairston, Jr. (né le 29 mai 1976 à Naperville, Illinois, États-Unis) est un joueur de champ intérieur et de champ extérieur au baseball. Il a évolué dans les Ligues majeures de 1998 à 2013.
Hairston a joué pour 9 clubs du baseball majeur en 16 saisons et a notamment fait partie de l'équipe des Yankees de New York championne de la Série mondiale 2009.

## Famille
Jerry Hairston, Jr. est issu d'une famille qui a produit nombre de joueurs de baseball ayant atteint les Ligues majeures. Son grand-père, Sam Hairston (1920-1997), évoluait dans les Ligues des Noirs et fut le premier Afro-Américain mis sous contrat par les White Sox de Chicago,. Son oncle, John Hairston, a joué quelques parties avec les Cubs de Chicago en 1969. Son père, Jerry Hairston, a connu une longue carrière dans les majeures, dans les années 1970 et 1980. Enfin, son frère Scott Hairston évolue en MLB de 2004 à 2014.

## Ligue majeure
En janvier 2011, Hairston signe un contrat d'un an avec les Nationals de Washington.
Le 30 juillet 2011, les Nationals échangent Hairston aux Brewers de Milwaukee en retour du voltigeur des ligues mineures Erik Komatsu. Hairston frappe 15 coups sûrs, dont six doubles, et produit quatre points en 11 matchs dans les séries éliminatoires de 2011 pour les Brewers.
Le 5 décembre 2011, il signe un contrat de deux ans avec les Dodgers de Los Angeles.

## International
En compagnie de son frère Scott, Jerry Hairston, Jr. a représenté le Mexique à la Classique mondiale de baseball en 2009. Bien que Jerry et Scott soient tous deux nés aux États-Unis, leur mère a vu le jour au Mexique, ce qui rend le duo éligible à porter les couleurs mexicaines dans cette compétition.